# غراندي نغويي

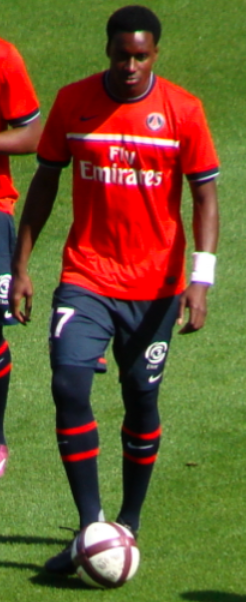

غراندي نغويي (بالفرنسية: Granddi Ngoyi)‏ (مواليد 17 مايو 1988 في ميلون - فرنسا) لاعب كرة قدم فرنسي يلعب حاليا لصالح نادي الدرجة الأولى باريس سان جيرمان الفرنسي منذ 2006 في مركز الوسط المحوري .

## روابط خارجية
- غراندي نغويي على موقع رابطة كرة القدم الفرنسية للمحترفين (الإنجليزية)
- غراندي نغويي على موقع إي إس بي إن إف سي (الإنجليزية)
- غراندي نغويي على موقع قاعدة بيانات كرة القدم.إي يو (الإنجليزية)
- غراندي نغويي على موقع ليكيب (الفرنسية)
- غراندي نغويي على موقع ناشيونال فوتبول تيمز (الإنجليزية)
- غراندي نغويي على موقع Soccerbase.com (لاعب) (الإنجليزية)
- غراندي نغويي على موقع Soccerway.com (الإنجليزية)
- غراندي نغويي على موقع AS.com (الإسبانية)